# Arroyo Yacuy
Der Arroyo Yacuy ist ein Fluss im Westen Uruguays.
Er entspringt in der Cuchilla de Belén im Departamento Artigas südöstlich von Baltasar Brum. Von dort fließt er in einem weitläufig nach Süden gewandten Bogen in westliche Richtung. Hierbei bildet er ab Paso de la Tuna die Grenze zum Departamento Salto. Er mündet schließlich im Norden der Stadt Belén als linksseitiger Nebenfluss in den Río Uruguay.